# Vimmerby kommun
Vimmerby kommun är en kommun i Kalmar län. Centralort är Vimmerby.
Kommunen är belägen på Sydsvenska höglandet och markanvändningen består främst av skog. Näringslivet är diversifierat med en betydande turistnäring kopplad till Astrid Lindgrens barnböcker. 
Från början av 1970-talet till mitten av 1980-talet minskade befolkningen för att sedan återigen öka. Sedan mitten av 1990-talet har trenden återigen varit negativ. Med undantag för mandatperioden 2014 till 2018 har kommunen uteslutande styrts av borgerliga koalitioner.

## Administrativ historik
Kommunens område motsvarar socknarna: Djursdala, Frödinge, Locknevi, Pelarne, Rumskulla, Södra Vi, Tuna och Vimmerby. I dessa socknar bildades vid kommunreformen 1862 landskommuner med motsvarande namn. I området fanns även Vimmerby stad som 1863 bildade en stadskommun.
Södra Vi municipalsamhälle inrättades 20 april 1945 och upplöstes vid utgången av 1957.
Vid kommunreformen 1952 bildades fyra storkommuner i området runt staden: Locknevi (av de tidigare kommunerna Blackstad och Locknevi), Sevede (av Vimmerby landskommun samt Frödinge, Pelarne och Rumskulla), Södra Vi (av Djursdala och Södra Vi) samt Tuna (oförändrad). Vimmerby stad förblev samtidigt oförändrad.
Vimmerby kommun bildades vid kommunreformen 1971 av Vimmerby stad, landskommunerna Sevede, Södra Vi och Tuna samt en del av Locknevi landskommun (Locknevi församling).
1972 överfördes ett område med 236 invånare och en areal av 74,8 kvadratkilometer, varav 68,0 land, från Tuna församling i kommunen till Oskarshamns kommun.
Kommunen ingick från bildandet till 2005 i Västerviks domsaga och kommunen ingår sedan 2005 i Kalmar domsaga.

## Geografi
Kommunen är belägen i nordöstra delen av landskapet Småland och gränsar i öster till Västerviks kommun, i sydöst till Oskarshamns kommun, i söder till Hultsfreds kommun, alla i Kalmar län, i väster till Eksjö kommun i Jönköpings län, i nordväst Ydre kommun samt i norr till Kinda kommun, de båda sista i Östergötlands län. Stångån rinner i en u-sväng genom kommunen från norr till norr.
Vimmerby kommun ligger till största del i Sevede, ett av Smålands traditionella små länder. Medan Locknevi tillhör Tjust.

### Topografi och hydrografi
Kommunen är belägen i östra delen av  Sydsvenska höglandet och en stor del av området består av skog, delvis mager barrskog vilket kan härledas till att berggrunden i huvudsak består av granit. Djursdalaområdet utgörs av isälvsmaterial, men den dominerande jordarten i kommunen är morän. Området i väster utgörs i huvudsak av urskog bestående av barrträd. Bland större sjöar återfinns exempelvis Krön centralt i kommunen samt Yxern i öst.

### Naturskydd
Den genuina, småländska urskogen är skyddad i nationalparken Norra Kvill, som också är klassad som Natura 2000-område. 80 procent av nationalparken består av tallskog som inte avverkats på 150 år, vissa av tallarna är 350 år gamla. Förutom nationalparken fanns år 2022 sex andra områden som klassades som Natura 2000-område samt ett naturreservat, Kvill.
År 1994 inrättade kommunen ett Miljö- och byggnadspris som delas ut till den eller de som "har gjort en bra insats för bättre miljö och ett lovvärt byggande".

### Administrativ indelning

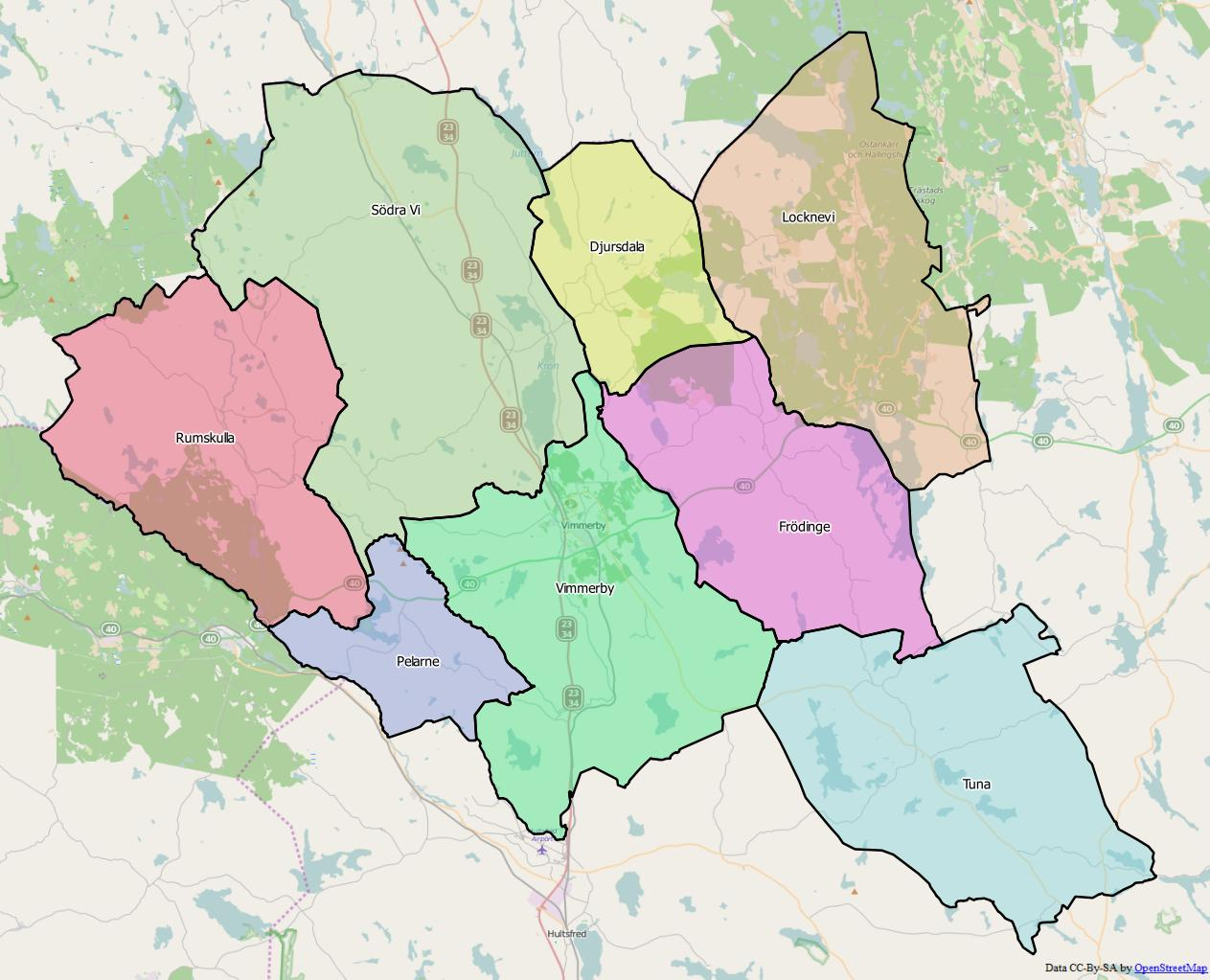
Distrikt inom Vimmerby kommun.

Fram till 2016 var kommunen för befolkningsrapportering indelad i sju församlingar – Frödinge, Locknevi, Pelarne, Rumskulla, Södra Vi-Djursdala, Tuna och Vimmerby.
Från 2016 indelas kommunen istället i följande distrikt – Djursdala, Frödinge, Locknevi, Pelarne, Rumskulla, Södra Vi, Tuna och Vimmerby.

### Tätorter
Vid tätortsavgränsningen av Statistiska centralbyrån den 31 december 2015 fanns det sex tätorter i Vimmerby kommun. 
| Nr | Tätort     | Folkmängd (31 december 2020) |
| -- | ---------- | ---------------------------- |
| 1  | Vimmerby   | 8 231                        |
| 2  | Södra Vi   | 1 162                        |
| 3  | Storebro   | 1 025                        |
| 4  | Gullringen | 509                          |
| 5  | Frödinge   | 302                          |
| 6  | Tuna       | 240                          |

Centralorten är i fet stil.

## Styre och politik

### Styre

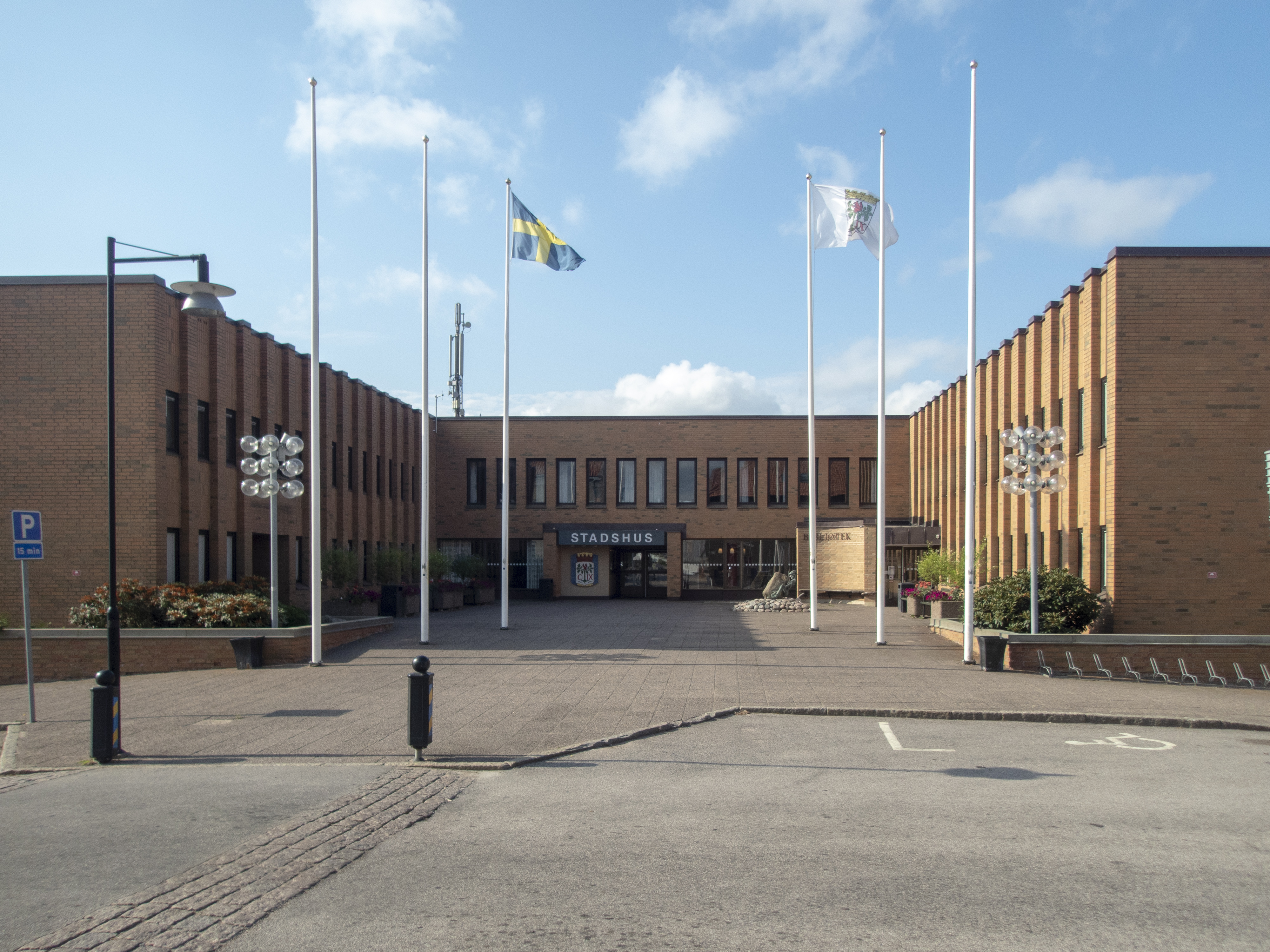
Kommunhuset i Vimmerby.

Under 43 år styrdes kommunen av borgerliga partier, men efter valet 2014 bildade Moderaterna och Socialdemokraterna en lila majoritetskoalition. Därmed bröts den långvariga borgerliga traditionen. Efter valet 2018 tog en majoritetskoalition bestående av Centerpartiet, Moderaterna och Kristdemokraterna över makten. Valet 2022 ledde till delvis maktskifte. Centerpartiet stannade kvar vid makten,  men nu tillsammans med Socialdemokraterna och Vänsterpartiet. Under hösten 2024 ville Socialdemokraterna tillsätta en ny tjänst i form av en biträdande kommundirektör. Detta medförde att Centerpartiet och Vänsterpartiet valde att lämna styret. Efter intensiva förhandlingar kunde dock partierna återta det gemensamma styret i november samma år.

### Kommunfullmäktige

#### Presidium
| Presidium 2022–2026    | Presidium 2022–2026 | Presidium 2022–2026 |
| ---------------------- | ------------------- | ------------------- |
| Ordförande             | C                   | Leif Larsson        |
| Förste vice ordförande | S                   | Lennart Nygren      |
| Andre vice ordförande  | M                   | Jan R. Andersson    |

#### Mandatfördelning 1970–2022
|  | 17 | 20 | 3 |  | 7 |

| 41 | 8 |

|  | 17 | 21 | 2 |  | 7 |

| 41 | 8 |

|  | 17 | 20 | 2 |  | 8 |

| 39 | 10 |

| 2 | 17 | 19 | 2 |  | 8 |

| 37 | 12 |

|  | 19 | 17 |  |  | 10 |

| 35 | 14 |

|  | 19 | 16 | 3 |  | 9 |

| 33 | 16 |

| 2 | 19 |  | 17 | 2 |  | 7 |

| 35 | 14 |

|  | 16 |  | 17 | 2 | 3 | 9 |

| 30 | 19 |

| 2 | 19 |  |  | 16 |  | 2 | 7 |

| 30 | 19 |

| 3 | 17 |  |  | 15 |  | 4 | 7 |

| 32 | 17 |

| 2 | 16 |  |  | 3 | 16 |  | 5 | 4 |

| 33 | 16 |

| 3 | 19 |  | 13 |  | 6 | 6 |

| 33 | 16 |

| 2 | 17 | 2 | 2 | 9 |  | 3 | 13 |

| 29 | 20 |

| 2 | 19 |  | 4 | 10 |  | 2 | 10 |

| 27 | 22 |

| 5 | 13 | 6 | 14 | 5 | 6 |

| 30 | 19 |

| 6 | 13 | 7 | 8 | 5 | 10 |

| 31 | 18 |

### Nämnder

#### Kommunstyrelse
Kommunstyrelsen i Vimmerby kommun utgörs av nio ordinarie ledamöter. Under kommunstyrelsen finns tre utskott: arbetsutskottet, kultur- och fritidsutskottet samt samhällsbyggnadsutskottet.

#### Lista över kommunstyrelsens ordförande
- Leif Larsson, Centerpartiet, 31 december 1994–31 mars 2006
- Carl-Axel Centerstig, Centerpartiet, 2006–2010
- PerÅke Svensson, Centerpartiet, februari 2010–december 2010[19]
- Micael Glennfalk, Moderaterna, januari 2011–2015[20]
- Tomas Peterson, Moderaterna, 2015–2018[21]
- Ingela Nilsson Nachtweij, Centerpartiet, 31 december 2018–31 augusti 2020
- Jacob Käll, Centerpartiet, 10 januari 2020–31 december 2022
- Helen Nilsson, Socialdemokraterna, 1 januari 2023–

Denna lista hämtas från Wikidata. Informationen kan ändras där.

#### Övriga nämnder
Utöver de i Sverige obligatoriska nämnderna har Vimmerby kommun även följande nämnder: 
- Barn- och utbildningsnämnden
- Miljö- och byggnadsnämnden
- Socialnämnden

Under Socialnämnden finns även ett myndighetsutskott.

## Ekonomi och infrastruktur

### Näringsliv
Näringslivet i kommunen har under lång tid varit diversifierat. Handeln, liksom tillverkningsindustrin, har varit dominerande men tjänsteproduktionen har ökat. Bland företag inom tillverkningsindustrin märks  Metallfabriken Ljunghäll, Åbro Bryggeri,  Svensk Tryckgjutning samt Frödinge Mejeri. Astrid Lindgrens barnböcker är basen i den  betydande turistnäringen med exempelvis Astrid Lindgrens värld, Astrid Lindgrens Näs och Bullerbyn.

### Infrastruktur

#### Transporter
I nord-sydlig riktning sträcker sig riksväg 23/riksväg 34 och i väst-östlig riktning riksväg 40. I nord-sydlig riktning genomkorsas kommunen även av Stångådalsbanan mellan Linköping och Kalmar som trafikeras av regiontåget Krösatågen med stopp i Astrid Lindgrens värld och centrala Vimmerby.

## Befolkning

### Demografi

#### Befolkningsutveckling
Kommunen har 15 384 invånare (31 december 2024), vilket placerar den på 155:e plats avseende folkmängd bland Sveriges kommuner.
| Befolkningsutvecklingen i Vimmerby kommun 1970–2020 | Befolkningsutvecklingen i Vimmerby kommun 1970–2020 | Befolkningsutvecklingen i Vimmerby kommun 1970–2020 | Befolkningsutvecklingen i Vimmerby kommun 1970–2020 | Befolkningsutvecklingen i Vimmerby kommun 1970–2020 |
| --------------------------------------------------- | --------------------------------------------------- | --------------------------------------------------- | --------------------------------------------------- | --------------------------------------------------- |
|                                                     |                                                     |                                                     |                                                     |                                                     |
| År                                                  |                                                     |                                                     | Folkmängd                                           |                                                     |
| 1970                                                | 1970                                                |                                                     | 17 126                                              |                                                     |
| 1975                                                | 1975                                                |                                                     | 16 394                                              |                                                     |
| 1980                                                | 1980                                                |                                                     | 16 180                                              |                                                     |
| 1985                                                | 1985                                                |                                                     | 15 702                                              |                                                     |
| 1990                                                | 1990                                                |                                                     | 15 867                                              |                                                     |
| 1995                                                | 1995                                                |                                                     | 16 096                                              |                                                     |
| 2000                                                | 2000                                                |                                                     | 15 776                                              |                                                     |
| 2005                                                | 2005                                                |                                                     | 15 613                                              |                                                     |
| 2010                                                | 2010                                                |                                                     | 15 473                                              |                                                     |
| 2015                                                | 2015                                                |                                                     | 15 419                                              |                                                     |
| 2020                                                | 2020                                                |                                                     | 15 672                                              |                                                     |

## Kultur

### Kulturarv
Ett av kommunens byggnadsminnen är det hus som idag inrymmer Stadsmuseet Näktergalen. Det timrade huset byggdes cirka 1740, då i en våning. Omkring 100 år senare fick huset en övervåning samtidigt som fasaden fick stående lockpanel. Ett annat kulturarv är Smalspårsjärnvägen Hultsfred–Västervik, en sträcka som användes för allmän trafik från 1879 till 1984. Den initierades av lokala krafter och företag. Idag är sträckan förklarad som byggnadsminne, används som järnvägsmuseum och trafikeras av ånglok och rälsbuss.

### Vimmerby kommuns kulturpris
Sedan 1979 delar Vimmerby kommun ut Vimmerby kommuns kulturpris, som 2008 utökades till ett Kultur- och fritidspris. Priset delas ut till invånare i kommunen för förtjänstfull verksamhet inom kultur- och fritidsområdet.
Bland tidigare pristagare märks
- 1979 Thorvald Eriksson
- 1982 Carl-Erik Svensson Kåreda
- 1983 Astrid Lindgren
- 1996 Maja Nestor
- 2003 Torsten Ungsäter
- 2007 Micael Glennfalk
- 2009 Gunvor Runström, Barbro Alvtegen och Eivor Benson
- 2012 Bengt Andersson
- 2014 Janne Strömsten
- 2018 Rein Soovik samt Kicki Willysson och Tord Johansson

### Kommunvapen
Blasonering: I fält av silver en grön ek med en i dess topp sittande röd ekorre camt Carl IX:s monogram, desslikes rött, fördelat på båda sidor om ekens stam.
Den medeltida staden förlorade sina stadsprivilegier i början av 1500-talet, men tilldelades nya av kung Karl IX. Då skapades ett sigill, ur vilket vapnet utvecklats. Kungl. Maj:t fastställde vapnet år 1945 för Vimmerby stad. Efter kommunbildningen 1971 valdes stadens vapen framför Sevede landskommuns och det registrerades hos PRV 1974.

Sevede landskommun (1953–1970)